# Liste der Biografien/Gart
Liste der Biografien |
Portal Biografien |
Personensuche
# |
A |
B |
C |
D |
E |
F |
G |
H |
I |
J |
K |
L |
M |
N |
O |
P |
Q |
R |
S |
T |
U |
V |
W |
X |
Y |
Z |
?
 
Ga |
Gb |
Gc |
Gd |
Ge |
Gf |
Gh |
Gi |
Gj |
Gk |
Gl |
Gm |
Gn |
Go |
Gp |
Gq |
Gr |
Gs |
Gu |
Gv |
Gw |
Gy |
Gz
 
Gaa |
Gab |
Gac |
Gad |
Gae |
Gaf |
Gag |
Gah |
Gai |
Gaj |
Gak |
Gal |
Gam |
Gan |
Gao |
Gap |
Gaq |
Gar |
Gas |
Gat |
Gau |
Gav |
Gaw |
Gax |
Gay |
Gaz
 
Gara |
Garb |
Garc |
Gard |
Gare |
Garf |
Garg |
Garh |
Gari |
Gark |
Garl |
Garm |
Garn |
Garo |
Garp |
Garr |
Gars |
Gart |
Garu |
Garv |
Garw |
Gary |
Garz
Die Liste der Biografien führt alle Personen auf, die in der deutschsprachigen Wikipedia einen Artikel haben. Dieses ist eine Teilliste mit 211 Einträgen von Personen, deren Namen mit den Buchstaben „Gart“ beginnt.

## Gart
- Gart, Natalija Sergejewna (* 1983), russische Unternehmerin und Rennrodelfunktionärin

### Garte
- Garte, Hans (1882–1960), deutscher Pionier des Offsetdrucks
- Gartel, Laurence (* 1956), amerikanischer Künstler
- Garten, Hans-Heinrich (1901–1944), deutscher Jurist und Landrat
- Garten, Hermann Moritz († 1862), deutscher Jurist und Politiker, MdL (Königreich Sachsen)
- Garten, Hugo (1817–1893), sächsischer Generalmajor
- Garten, Ina (* 1948), US-amerikanische Köchin, Kochbuchautorin, KolumnistinIna Garten (* 1948)

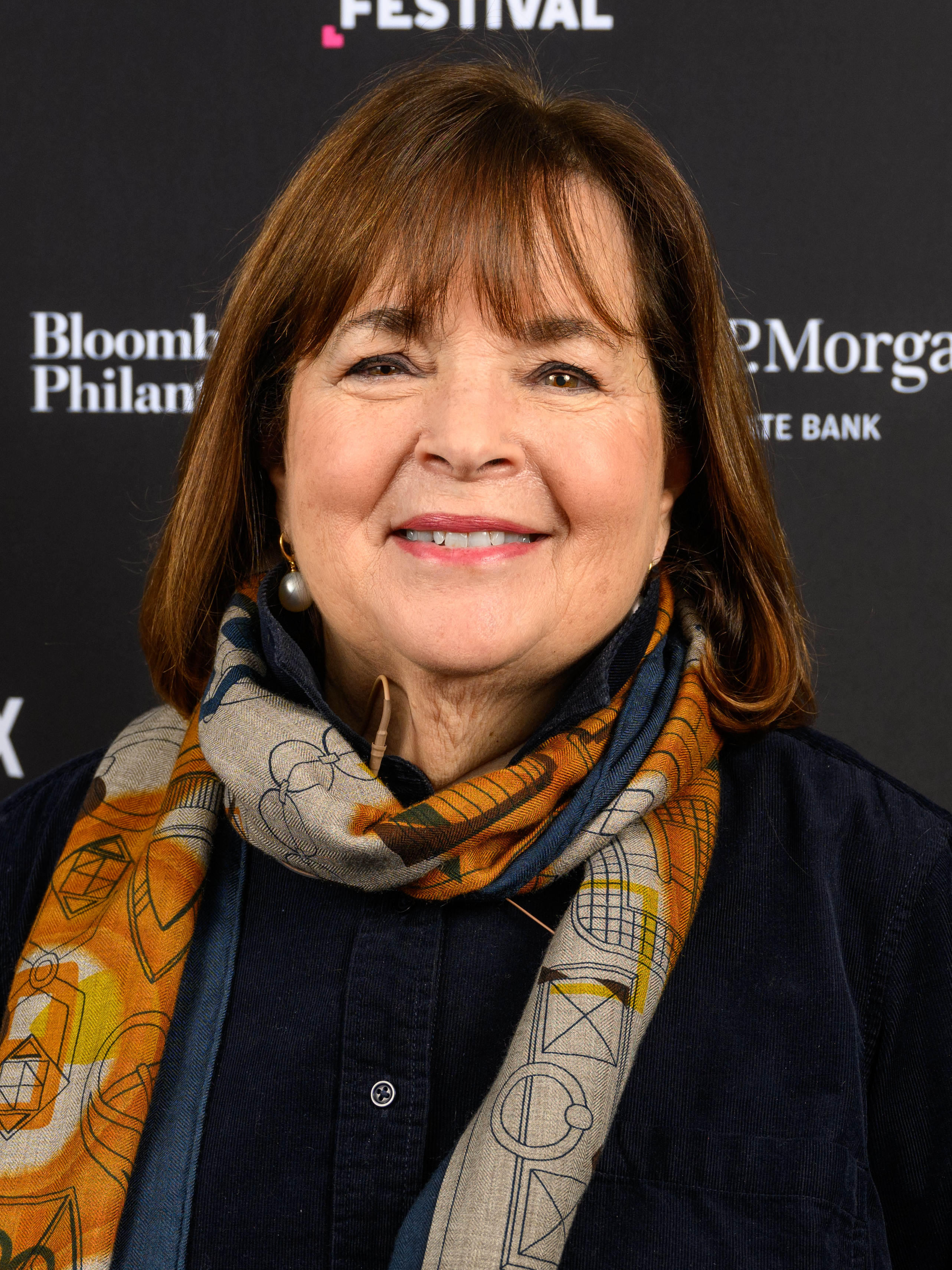
Ina Garten (* 1948)

- Garten, Klaus (1941–1965), deutsches Todesopfer der Berliner Mauer
- Garten, Marius (* 1988), deutscher Eishockeyspieler
- Garten, Matthias (* 1964), deutscher Sachbuchautor und Vortragsredner und Präsentationscoach
- Garten, Otto (1902–2000), deutsch-sorbischer Künstler
- Garten, Werner (1930–2022), deutscher Fußballspieler
- Garten, Wilhelm (1888–1959), Ingenieur
- Gartenberg, Alfredo (1897–1982), austrobrasilianischer Journalist und Verbandsfunktionär
- Gartenberg, Peter Nikolaus von (1714–1786), sächsisch-polnischer Staatsmann
- Gartenhauser, Moritz († 1550), Schweizer Landammann, Landvogt und Tagsatzungsgesandter
- Gartenhauser, Paul, Schweizer Gemeindepräsident, Regierungsmitglied, Landammann und Tagsatzungsgesandter
- Gartenlaub, Odette (1922–2014), französische Komponistin und Pianistin
- Gartenmaier, Oswald (1948–2010), österreichischer Golflehrer
- Gartenmann, Christina (* 1959), Schweizer Curlerin
- Gartenmann, Stefan (* 1997), dänisch-schweizerischer Fußballspieler
- Gartenschläger, Michael (1944–1976), deutscher Fluchthelfer
- Gartentor, Heinrich (* 1965), Schweizer Schriftsteller, Internetaktivist und Aktionskünstler

### Garth
- Garth, Alexander (* 1958), deutscher evangelischer Theologe, Pfarrer und Gemeindegründer
- Garth, Helwig (1579–1619), deutscher lutherischer Theologe
- Garth, Jennie (* 1972), US-amerikanische SchauspielerinJennie Garth (* 1972)

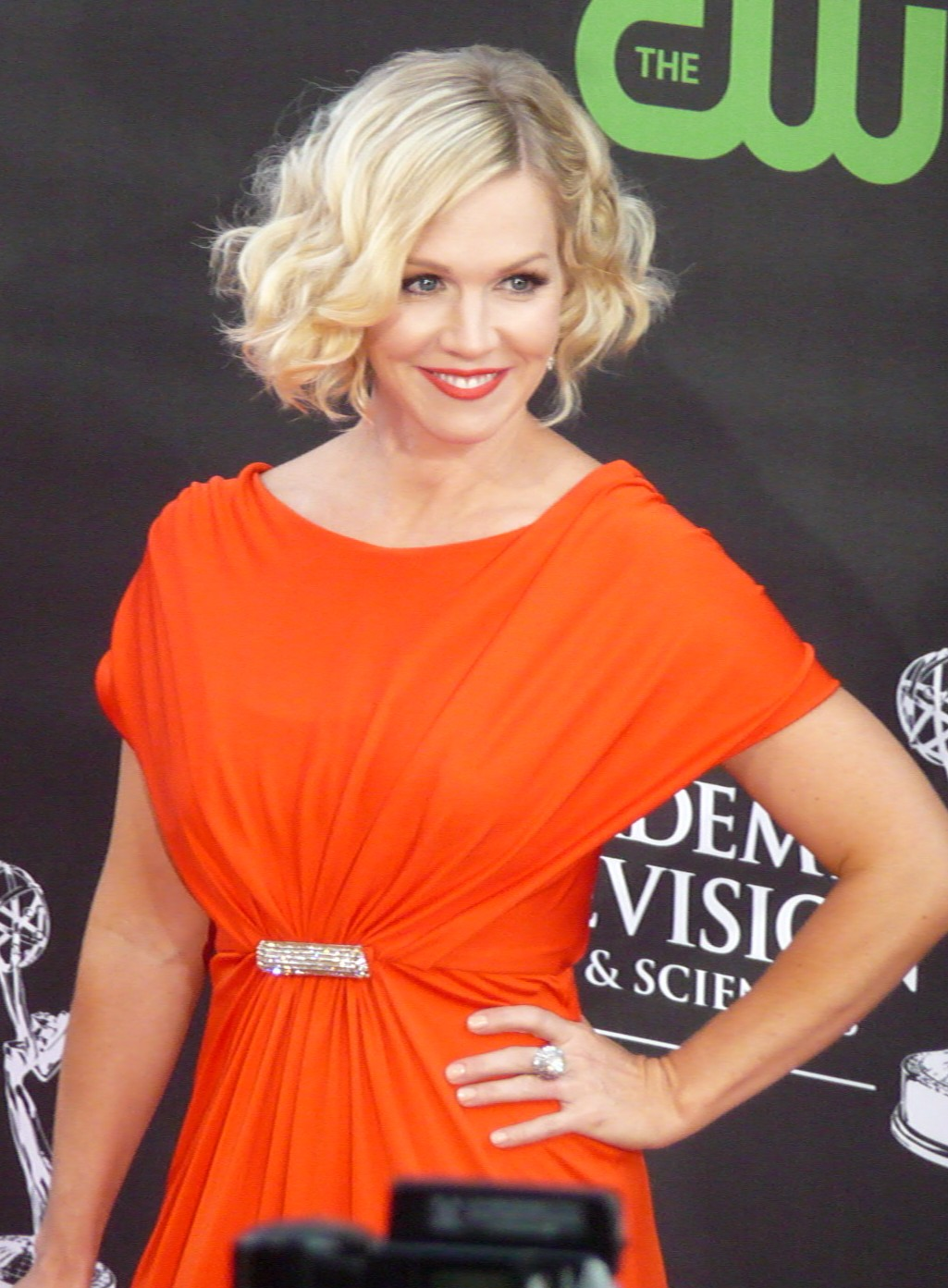
Jennie Garth (* 1972)

- Garth, John (1721–1810), englischer Komponist
- Garth, Julian (* 2001), deutscher Ruderer
- Garth, Kim (* 1996), irisch-australische Cricketspielerin
- Garth, Wilhelm-Rafael (* 1989), deutscher Synchronsprecher
- Garth, William Willis (1828–1912), US-amerikanischer Rechtsanwalt und Politiker (Demokratische Partei)
- Garthe, Caspar (1796–1876), deutscher Naturforscher und Lehrer
- Garthe, Henriette (1841–1921), deutsche Opernsängerin (Sopran)
- Garthe, Marc (* 1966), deutscher Eishockeyspieler und -trainer
- Garthe, Margarethe (1891–1976), deutsche Malerin und Bildhauerin
- Garthe, Stefan (* 1966), deutscher Biologe, Wissenschaftler am FTZ Westküste und Präsident der Deutschen Ornithologischen Gesellschaft
- Gartheis, Ernest (* 1840), Fotograf
- Garthof, Roland (* 1958), deutscher Fußballspieler
- Garthoff, David Heinrich († 1741), deutscher Komponist
- Garthoff, Roman (* 1977), deutscher Fernsehreporter und Redakteur

### Garti
- Gärtig, Carl (1902–1981), deutscher Bäcker, Gewerkschafter und Mitglied der KPD
- Gartin, Carroll (1913–1966), US-amerikanischer Politiker
- Gartin, Christopher (* 1968), US-amerikanischer Schauspieler

### Gartl
- Gartland, Francis Xavier (1808–1854), irisch-US-amerikanischer Geistlicher, Bischof von Savannah
- Gartland, Orla (* 1995), irische Songschreiberin und SängerinOrla Gartland (* 1995)

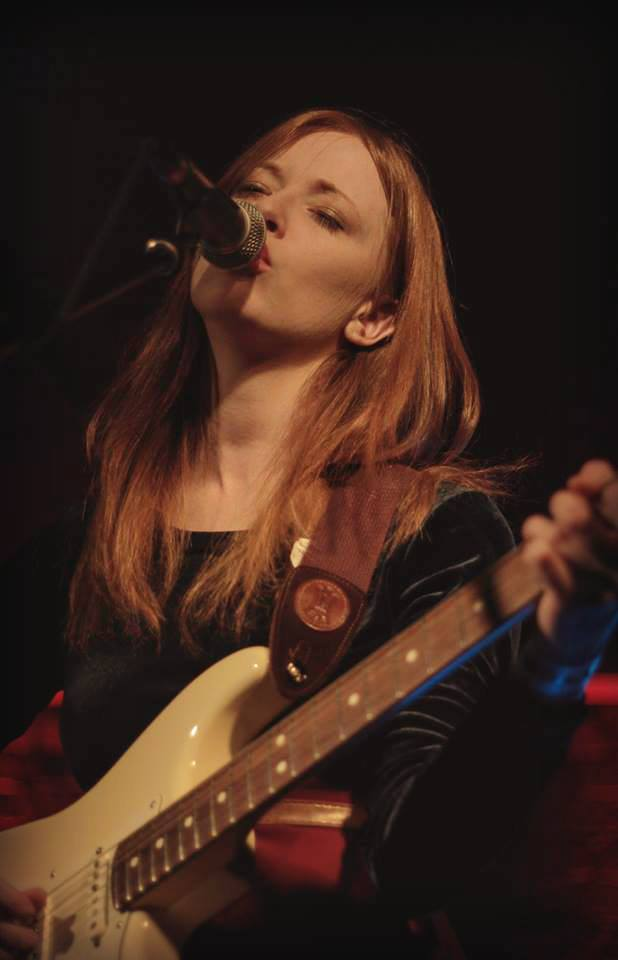
Orla Gartland (* 1995)

- Gartlehner, Gerald (* 1969), österreichischer Wissenschaftler und Mediziner
- Gartlehner, Kurt (* 1952), österreichischer Politiker (SPÖ), Abgeordneter zum Nationalrat
- Gartler, Paul (* 1997), österreichischer Fußballspieler
- Gartler, René (* 1985), österreichischer FußballspielerRené Gartler (* 1985)

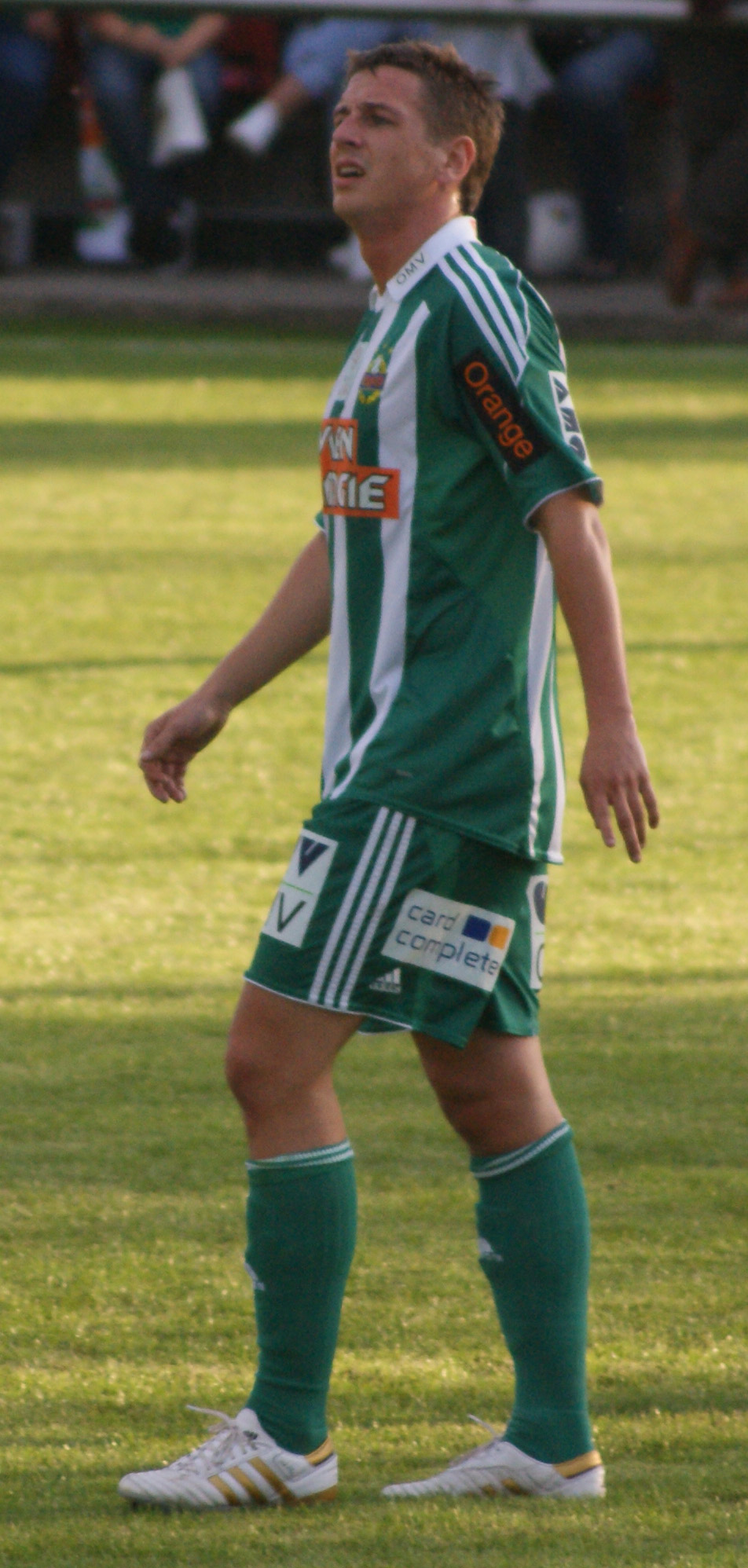
René Gartler (* 1985)

- Gartler, Stanley Michael (* 1923), amerikanischer Zellbiologe, Molekularbiologe und Humangenetiker
- Gartley, Markham L. (* 1944), US-amerikanischer Soldat und Politiker

### Gartm
- Gartmann, Albert (1876–1946), deutscher Landschafts-, Porträt-, Stillleben-, Genre- und Kriegsmaler
- Gartmann, Arnold (1904–1980), Schweizer Bobfahrer
- Gartmann, Ernst (1905–1983), Schweizer Jodler, Dirigent, Komponist und Dichter
- Gartmann, Fabian (* 1984), deutscher Journalist
- Gartmann, Heinz (1917–1960), deutscher Raketen-Ingenieur, Publizist und Autor im Bereich Technikgeschichte und Raumfahrt-Literatur
- Gartmann, Hermann (1906–1972), deutscher Generalmajor der Nationalen Volksarmee der DDR
- Gartmann, Patrick (* 1968), Schweizer Bauingenieur
- Gartmann, Peter (* 1968), deutscher Fußballspieler und -trainer
- Gartmann, Walter (* 1969), Schweizer Politiker (SVP)
- Gartmayer, Peter (* 1978), österreichischer Beachvolleyball-Spieler
- Gartmayer, Susanna (* 1975), österreichische Improvisationsmusikerin (Bassklarinette)
- Gartmayr, Georg (1906–1980), deutscher Offizier, Generalmajor der Bundeswehr

### Gartn
- Gartnait, 1. Earl of Buchan, schottischer Adliger
- Gartnait, 7. Earl of Mar, schottischer Adeliger, 7. Earl of Mar
- Gärtner, Adolf (1867–1937), deutscher Filmregisseur
- Gärtner, Adolf Hartmut (1916–2017), deutscher Musiklehrer und Chorleiter
- Gärtner, Alexandra (* 1973), deutsche Fußballspielerin
- Gärtner, Alfons (1908–1938), deutscher römisch-katholischer Geistlicher, Steyler Missionar und Märtyrer
- Gärtner, Andreas (1654–1727), Naturwissenschaftler und Erfinder
- Gartner, Anton (1707–1771), böhmischer Orgelbauer
- Gärtner, August (1848–1934), deutscher Mediziner und Mikrobiologe
- Gärtner, August Gottlieb von (1738–1807), deutscher Verwaltungsbeamter und Kirchenfunktionär
- Gärtner, Axel (* 1956), deutscher Schauspieler
- Gärtner, Balduin (1859–1954), deutscher Lehrer, Heimatdichter und Volkskundler
- Gärtner, Bernhard August (1719–1793), deutscher Verwaltungsjurist und Regierungsbeamter
- Gärtner, Bert Matthias, deutscher Richter am Verfassungsgerichtshof für das Land Baden-Württemberg
- Gärtner, Bertil (1924–2009), schwedischer Geistlicher, evangelisch-lutherischer Bischof von Göteborg
- Gärtner, Bertram Maxim (* 1987), deutscher Schauspieler
- Gärtner, Birgit (* 1969), deutsche Rechtswissenschaftlerin und politische Beamte
- Gärtner, Carl (1821–1875), deutscher Lehrer und Autor
- Gärtner, Carl Hermann Moritz von (1808–1871), deutscher Forstmann, Gutsbesitzer und Parlamentarier
- Gärtner, Christian (1705–1782), deutscher Fernrohrbauer und Astronom
- Gartner, Christian (* 1994), österreichischer Fußballspieler
- Gärtner, Christoph (* 1964), deutscher Philatelist und Auktionator
- Gärtner, Claudia (* 1971), deutsche römisch-katholische Theologin
- Gärtner, Claus Theo (* 1943), deutscher SchauspielerClaus Theo Gärtner (* 1943)

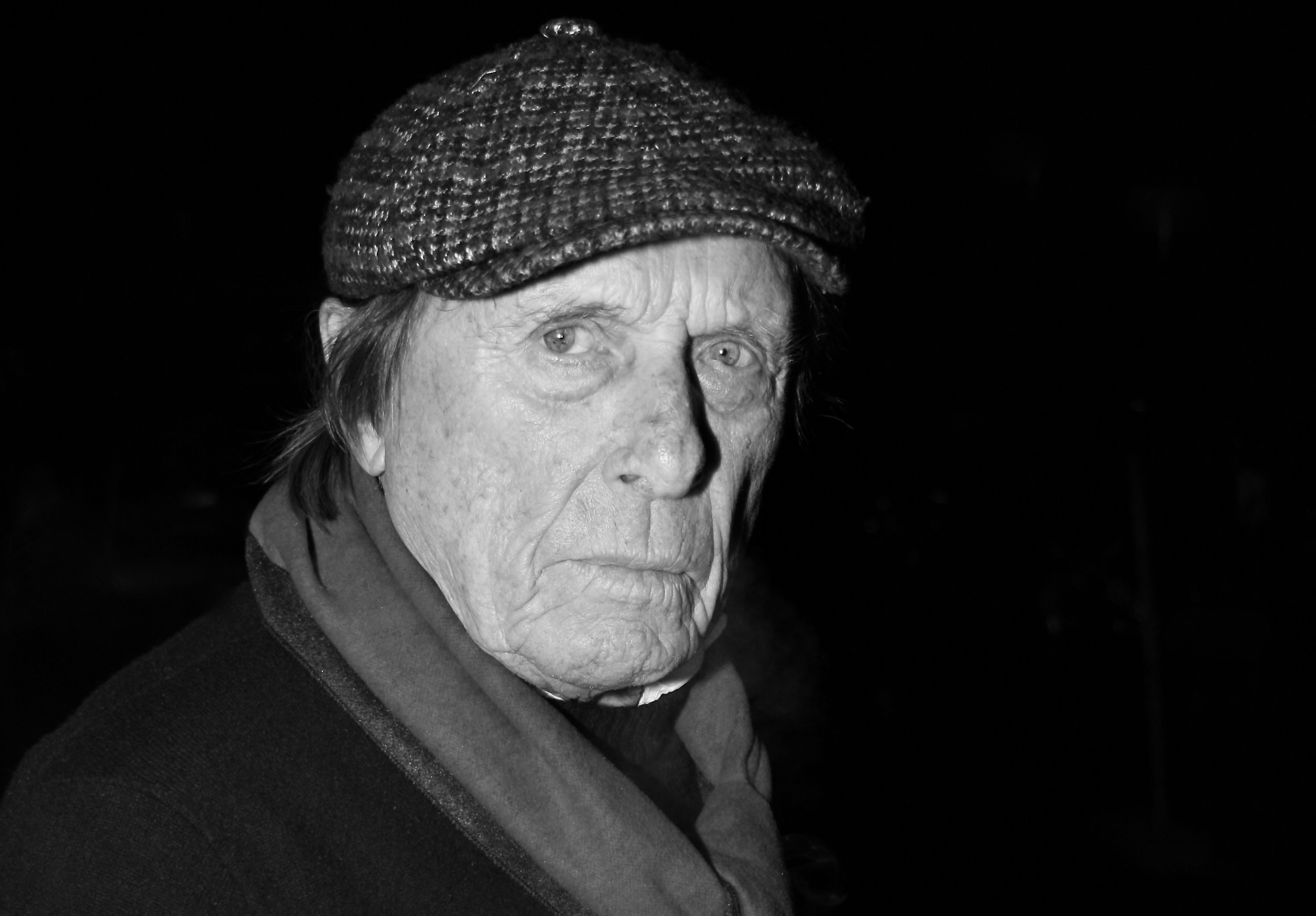
Claus Theo Gärtner (* 1943)

- Gärtner, Corbinian (1751–1824), Salzburger Kirchenrechtler, Rechtshistoriker und Landeshistoriker
- Gärtner, Daniel (* 1975), deutscher Bobfahrer
- Gärtner, Daniel (* 1979), deutscher Dozent und Forscher an der Fakultät für Sport- und Gesundheitswissenschaften der Technischen Universität München
- Gärtner, Eberhard (1942–2022), deutscher Lusitanist und Hochschullehrer
- Gärtner, Edgar (* 1949), deutscher Hydrobiologe, Ökologe und Sachbuchautor
- Gärtner, Elsa (* 1914), deutsche Politikerin (SED)
- Gärtner, Etienne (1794–1866), deutscher Politiker
- Gärtner, Eugen (1885–1980), deutscher Rabbiner
- Gärtner, Eugen Joseph (1777–1859), Rechtsanwalt und Mitglied der kurhessischen Ständeversammlung
- Gärtner, Fabien (* 1989), deutscher American-Football-Spieler
- Gärtner, Florian (* 1968), deutscher Filmregisseur und Drehbuchautor
- Gartner, Franjo (1904–1992), jugoslawischer Radrennfahrer
- Gartner, Franz (* 1950), österreichischer Politiker (SPÖ), Landtagsabgeordneter
- Gärtner, Franz Xaver (1925–2012), deutscher Generalarzt und Professor
- Gartner, Fred C. (1896–1972), US-amerikanischer Politiker
- Gärtner, Friedrich (1824–1905), deutscher Architektur- und Landschaftsmaler
- Gärtner, Friedrich (1882–1970), deutscher Ministerialbeamter
- Gärtner, Friedrich von (1791–1847), deutscher Architekt und HochschullehrerFriedrich von Gärtner (1791–1847)

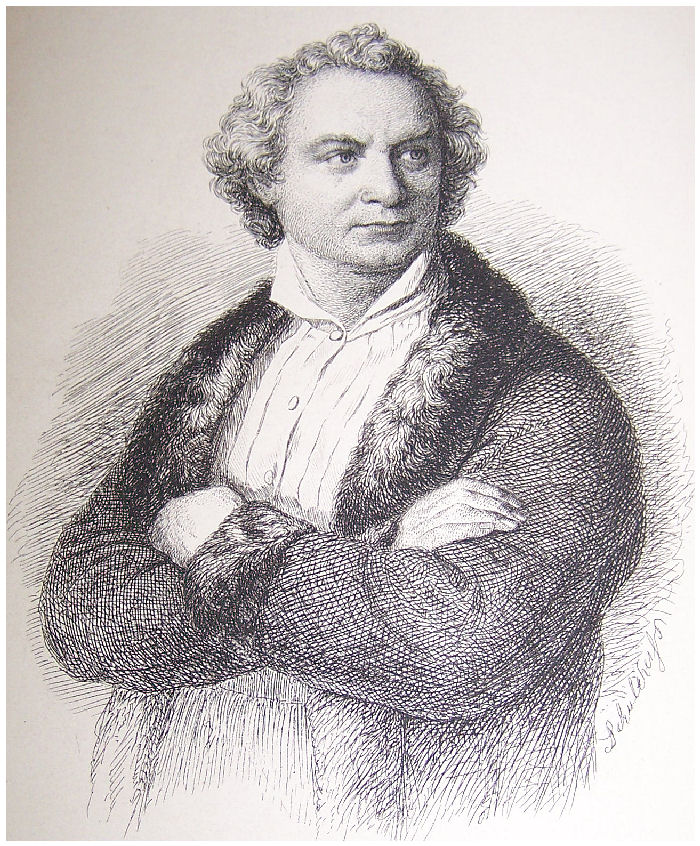
Friedrich von Gärtner (1791–1847)

- Gärtner, Fritz (1882–1958), deutscher Maler, Grafiker, Illustrator, Bildhauer und Plakettenkünstler
- Gärtner, Georg (1920–2013), deutscher Soldat des Afrikakorps
- Gartner, Georg (* 1966), österreichischer Kartograph und Geograph
- Gärtner, Gudrun (* 1958), deutsche Volleyballspielerin
- Gärtner, Guntram (* 1963), österreichischer Schachspieler
- Gärtner, Gustav (1850–1929), deutscher Verwaltungsjurist und Politiker
- Gärtner, Hannelore (1929–2015), deutsche Kunsthistorikerin in Greifswald
- Gärtner, Hannelore (* 1942), deutsche Lexikografin
- Gärtner, Hans (1881–1972), deutscher Verwaltungsjurist, Landrat in Beckum
- Gärtner, Hans (1934–2014), deutscher Klassischer Philologe und Medizinhistoriker
- Gärtner, Hans (* 1939), deutscher Pädagoge
- Gärtner, Hans Armin (1930–2022), deutscher Altphilologe
- Gartner, Hansjürgen (* 1945), österreichischer Künstler
- Gärtner, Harald (* 1968), deutscher Fußballspieler
- Gärtner, Heidrun (* 1965), deutsche Schauspielerin
- Gärtner, Heiko (* 1979), deutscher Survival-Experte und Buchautor
- Gärtner, Heinrich (1828–1909), deutscher Maler
- Gärtner, Heinrich (1860–1929), deutscher Theaterschauspieler, Opernsänger (Bass) und Theaterregisseur
- Gärtner, Heinrich (1885–1952), deutscher Offizier und Nachrichtenmann
- Gärtner, Heinrich (1895–1962), österreichisch-spanischer Kameramann
- Gärtner, Heinrich (1897–1963), deutscher SS-Brigadeführer
- Gärtner, Heinrich (1918–2003), deutscher Fußballspieler
- Gärtner, Heinz (1916–2001), deutscher Politiker (SPD) und Widerstandskämpfer
- Gärtner, Heinz (1922–2019), österreichischer Lehrer und Politiker (SPÖ), Abgeordneter zum Nationalrat
- Gärtner, Heinz (* 1951), österreichischer Politikwissenschaftler und PublizistHeinz Gärtner (* 1951)

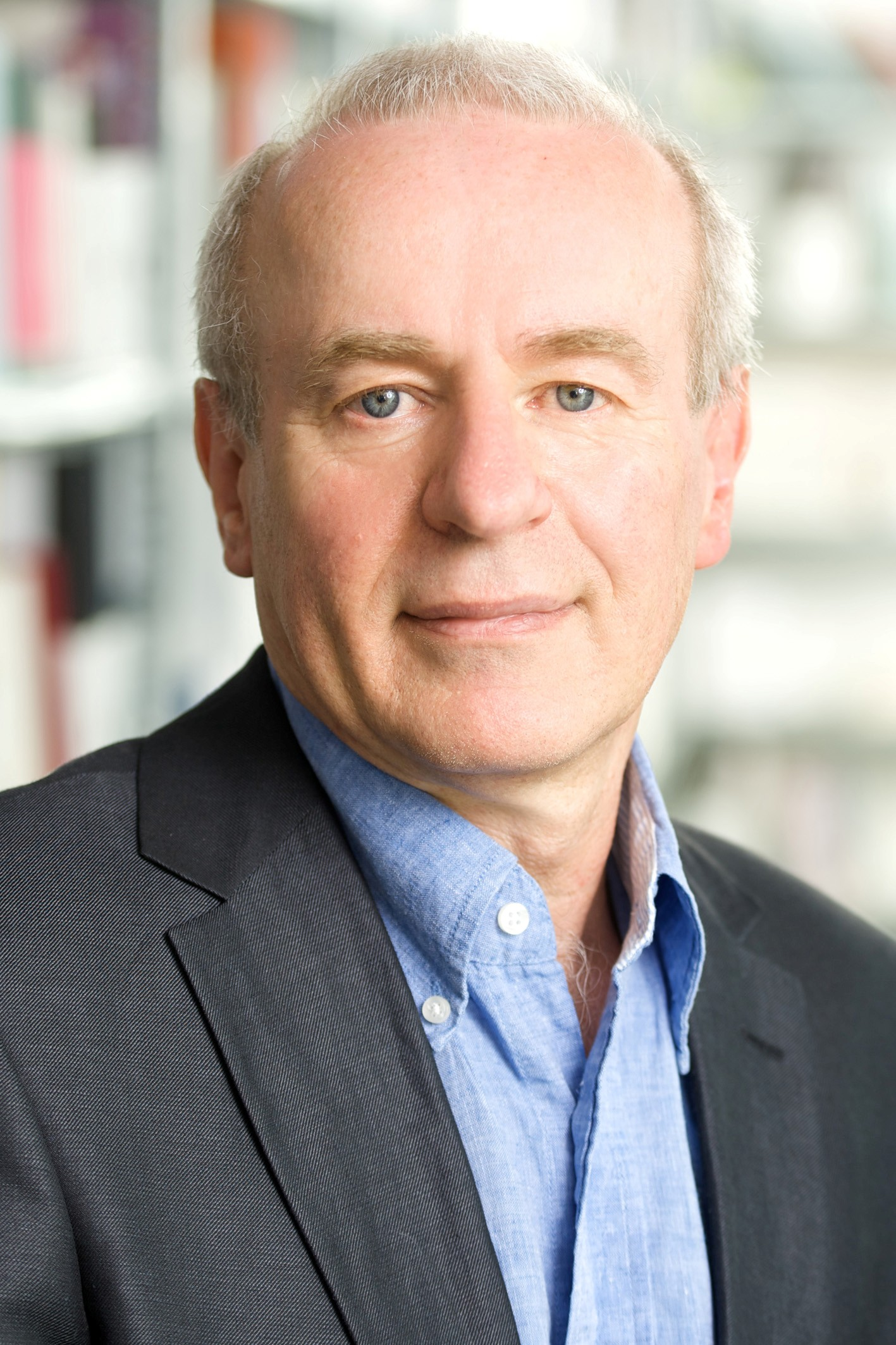
Heinz Gärtner (* 1951)

- Gärtner, Henriette (* 1975), deutsche Pianistin
- Gärtner, Heribert W. (1955–2017), deutscher Psychologe, Katholischer Theologe und Hochschullehrer
- Gartner, Hermine (1846–1905), österreichische Malerin
- Gärtner, Holm (* 1952), deutscher Schauspieler und Theaterregisseur
- Gärtner, Horst (1911–2001), deutscher Mikrobiologe, Hygieniker und Hochschullehrer
- Gärtner, Horst († 1992), deutscher Sportwissenschaftler und Hochschullehrer
- Gartner, Jakob (1861–1921), österreichischer Architekt
- Gartner, Jo (1954–1986), österreichischer Automobilrennfahrer
- Gartner, Joachim Lothar (* 1945), österreichischer Künstler
- Gärtner, Johann (* 1950), deutscher Politiker (REP)
- Gärtner, Johann Andreas (1744–1826), deutscher Architekt
- Gartner, Johannes (1940–2020), österreichischer Benediktiner, Abt der Abtei Seckau
- Gartner, Jörg, niederbayrischer Bildhauer
- Gartner, Josef (1796–1863), Prager Orgelbauer
- Gärtner, Joseph (1732–1791), deutscher Botaniker
- Gärtner, Judith (* 1972), deutsche evangelische Theologin und Alttestamentlerin
- Gärtner, Jürgen (* 1950), deutscher Mathematiker
- Gärtner, Jutta (* 1961), deutsche Ärztin und Hochschullehrerin
- Gärtner, Karl (1811–1869), deutsch-spanischer Generalmajor
- Gärtner, Karl (1897–1944), badischer Ministerialdirektor
- Gärtner, Karl Christian (1712–1791), deutscher Schriftsteller
- Gärtner, Karl Friedrich von († 1779), deutscher Reichshofrat
- Gärtner, Karl Friedrich von (1772–1850), deutscher Botaniker und Arzt
- Gärtner, Karl Wilhelm (1700–1760), deutscher Rechtswissenschaftler und Jurist
- Gärtner, Karl-Heinz (* 1953), deutscher Basketballspieler und -trainer
- Gärtner, Klaus (1945–2022), deutscher Politologe und Politiker (FDP), MdB
- Gärtner, Klaus (* 1945), deutscher Politiker (GAL), MdHB
- Gärtner, Klaus (* 1957), deutscher Bildhauer
- Gärtner, Klaus (* 1975), deutscher Handballtrainer
- Gärtner, Kurt (1879–1944), deutscher Politiker (SPD, USPD)
- Gärtner, Kurt (* 1936), deutscher Germanist
- Gärtner, Lars (* 1974), deutscher Schauspieler
- Gartner, Lilian Jane (* 1994), österreichische Schauspielerin
- Gartner, Lucy (* 2002), österreichisch-US-amerikanische Schauspielerin
- Gärtner, Ludwig (1919–1995), deutscher Fußballspieler
- Gärtner, Lukas (* 1995), deutscher Eishockeyspieler
- Gärtner, Lutz (* 1944), deutscher Fußballspieler
- Gärtner, Manfred (* 1939), deutscher Fußballspieler
- Gärtner, Manfred (* 1940), deutscher Fußballspieler
- Gärtner, Margrit, deutsche Managerin, Geschäftsführerin der Leuna-Sanierungsgesellschaft, Richterin am Landesverfassungsgericht Sachsen-Anhalt
- Gärtner, Martin (1901–1972), deutscher Politiker (BP), MdL Bayern
- Gärtner, Matthias (* 1972), deutscher Politiker (PDS), MdL
- Gärtner, Matthias (* 1984), rechtsextremer deutscher Politiker (NPD)
- Gärtner, Matthias (* 1992), deutscher Schauspieler
- Gärtner, Michael (* 1955), deutscher evangelischer Theologe
- Gartner, Mike (* 1959), kanadischer Eishockeyspieler
- Gärtner, Moritz (* 2001), deutscher Volleyballspieler
- Gärtner, Reinhard (1944–2022), deutscher Fußballspieler
- Gärtner, Reinhold (* 1955), österreichischer Politikwissenschaftler
- Gärtner, Renate (* 1952), deutsche Hochspringerin
- Gärtner, Richard (1837–1918), preußischer Oberstleutnant, Abgeordneter des Kurhessischen Kommunallandtages
- Gärtner, Robert (1894–1951), deutscher Agrarwissenschaftler und Professor für Tierzucht und Milchwirtschaft
- Gärtner, Sebastian (* 1993), deutscher Fußballspieler
- Gärtner, Sophie (1880–1974), österreichische Politikerin (CS) und Vereinsfunktionärin
- Gärtner, Stefan (* 1973), deutscher Schriftsteller
- Gärtner, Susanne (* 1974), deutsche Schauspielerin
- Gartner, Theodor (1843–1925), österreichischer Romanist
- Gärtner, Thomas (* 1969), deutscher Altphilologe
- Gärtner, Tobias (* 1973), deutscher Mittelalterarchäologe
- Gärtner, Ursula (1901–1989), deutsche Politikerin (SPD), MdL
- Gärtner, Ursula (* 1965), deutsche Altphilologin
- Gärtner, Werner (1892–1969), deutscher Journalist und SA-Obersturmführer
- Gärtner, Wilhelm (1885–1952), österreichischer Gymnasiallehrer, Volksbildner und Heimatforscher
- Gartner, Wolfgang (* 1982), US-amerikanischer Electro-House-Produzent und DJ
- Gartner, Zsuzsi (* 1960), kanadische Schriftstellerin und Journalistin

### Garto
- Garton Ash, Timothy (* 1955), britischer Historiker (Europäische Nachkriegsgeschichte) und AutorTimothy Garton Ash (* 1955)

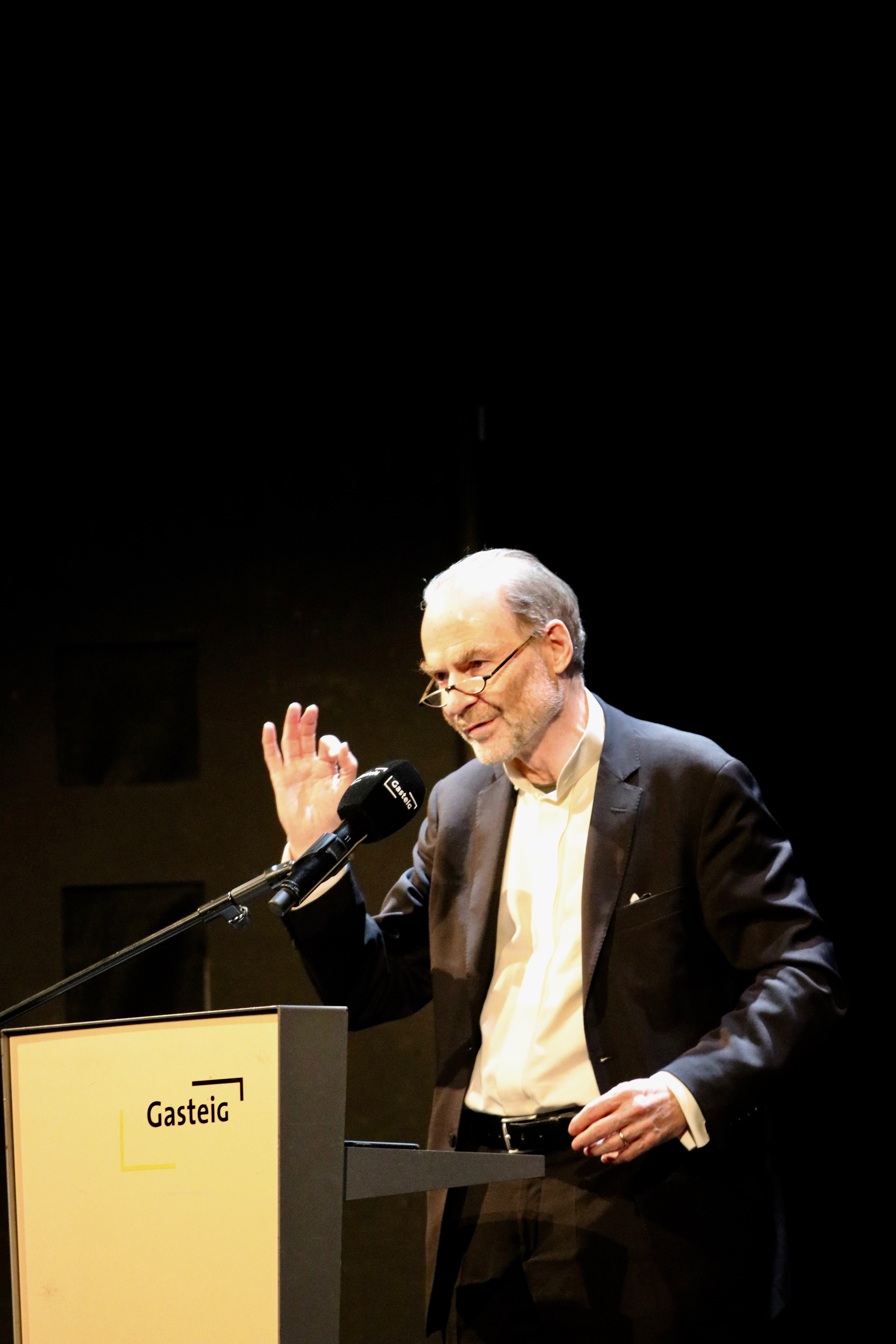
Timothy Garton Ash (* 1955)

- Garton, Arthur (1889–1948), britischer Ruderer
- Garton, Claude Eugene (1907–1996), kanadischer Botaniker, Bryologe und Lehrer
- Garton, James (* 1887), englischer Fußballspieler

### Gartr
- Gartrell, Lucius Jeremiah (1821–1891), US-amerikanischer Politiker, Jurist und Brigadegeneral der Konföderierten Staaten von Amerika im Sezessionskrieg

### Gartt
- Gärttner, Karl von (1788–1861), württembergischer Beamter
- Gärttner, Ludwig August von (1790–1870), deutscher Politiker und Oberamtmann

### Garty
- Garty, Neta (* 1980), israelische Schauspielerin

### Gartz
- Gartz, Åke (1888–1974), finnischer Politiker und Diplomat
- Gartz, Fritz (1883–1960), deutscher Maler
- Gartz, Johann Christian (1792–1864), deutscher Mathematiker und Hochschullehrer
- Gartz, Rolf (1940–2025), deutscher Biologe, Vorstand der Eduard-Rhein-Stiftung
- Gartzen, Jürgen von (* 1958), deutscher Rennfahrer
- Gartzke, Jule (* 1970), deutsche Schauspielerin, Choreographin und Tanzpädagogin
- Gartzke, Willy (1876–1957), deutscher Marineoffizier, zuletzt Kapitän zur See der Kriegsmarine
- Gartzke, Wolfgang (* 1953), deutscher Politiker (SPD), MdL